# Martin Petrov
Pour les articles homonymes, voir Petrov et Martin Petrov (joueur d'échecs).
Martin Petrov, né le 15 janvier 1979 à Vratsa, est un footballeur bulgare évoluant au poste de milieu de terrain.

## Biographie

### En club
Après quelques matchs en Bulgarie il est transféré en Suisse au Servette FC alors qu'il a tout juste 20 ans. Il va passer deux ans et demi dans la cité Suisse. Il s'affirme pendant cette période comme un bon buteur avec une moyenne d'un but tous les trois matchs environ. Il découvre aussi pendant cette période les joies de la sélection nationale.
Lors de l'été 2001 il signe en Allemagne au VfL Wolfsburg pour un transfert estimé à 3.5 millions d'euros. Pendant quatre ans il va être titulaire sur le flanc gauche du milieu de terrain du club. Il participe aussi à l'Euro 2004 au Portugal avec sa sélection nationale.
Ces très bonnes performances à Wolfsburg lui permettent de signer à Atlético de Madrid en 2005 pour un montant de 10 millions d'euros. Il joue beaucoup la première saison, sans toutefois trouver régulièrement le chemin des filets, puis une grave blessure gâche sa seconde année à Madrid.
Il est placé sur la liste des transferts lors de l'été 2007 et c'est un nouveau championnat qu'il découvre en signant à Manchester City pour 7 millions d'euros. Après une bonne première saison sous les ordres du Suédois Sven-Göran Eriksson il connait à nouveau des pépins physique et joue de moins en moins. Il est aussi victime de l'arrivée de nombreux joueurs à Manchester à la suite du rachat du club par un riche propriétaire du golfe.
En juin 2010, il rejoint Bolton. Six mois après la descente de Bolton en Championship, le 14 janvier 2013, il signe avec l'Espanyol de Barcelone et retrouve ainsi l'Espagne en y signant un contrat de six mois plus une année en option en cas de maintien du club. 
En octobre 2013, il retourne en Bulgarie en s'engageant avec son club formateur, le CSKA Sofia. Il fait sa première apparition le 31 octobre 2013 en entrant en seconde période face au PFK Beroe Stara Zagora. Il est titularisé pour la première fois le 16 novembre 2013, en Coupe de Bulgarie, face au Levski Sofia. Le 17 mai 2014, il dispute le dernier match de sa carrière qui s'achève par un match nul 1-1 contre le Lokomotiv Plovdiv. 

### En équipe nationale
Convoqué pour disputer l'Euro 2004, il inscrit le seul but de son pays dans la compétition face à l'Italie lors de la dernière journée du premier tour.   

## Palmarès

### En club
- CSKA Sofia
  - Championnat de Bulgarie 1996-1997.
  - Coupe de Bulgarie 1996-1997.

- Servette FC
  - Championnat de Suisse 1998-1999.
  - Coupe de Suisse 2000-2001.

- Atlético Madrid
  - Coupe Intertoto 2007.

### Distinction individuelle
- Footballeur bulgare de l'année en 2006.